# Ottaviano Nelli
Ottaviano di Martino Nelli da Gubbio (c. 1375 - c. 1444) foi um pintor úmbrio, natural Gubbio, na Itália.
É tradicionalmente considerado, na história da arte, como um dos articuladores das diferentes tradições pictóricas do estilo gótico, como o Trezentos sienense, a iluminura gótica francesa e a pintura da corte milanesa dos Visconti.